# Летећи одред (музичка група)
Летећи одред је хрватски поп рок бенд из Осијека који је био популаран средином 1990-их. Основан је 1991. године са Денисом Думанчићем.
Њихова озбиљна музичка каријера група почиње 1992. године, када их је открио Хусеин Хасанефендић, признати и угледни аутор и вођа Парног ваљка који је уз Маријана Бркића стајао иза пројекта и способности снимања и издавања. изворних песама Дениса Думанчића. Први инаугурациони албум Летећи Одред под називом "Међу звијездама" изашао је крајем 1992. године. Међу 10-ак веома запажених песама биле су „Нека невени не вену“ и „Као стари мој“ које су наишле на добар пријем код публике и медија. Године 1993. Летећи одред наступао је на првој Дори са песмом "Цијели је свијет заљубљен".

## Историја

### 1994/96: Почеци
Крајем 1994. године Летећи одред издаје албум под називом "Када одлетим". Неке од запажених песама биле су „Ја се будим“ и „У мојој глави има судара“ и песма „Хероји не плачу“.
Године 1995. Летећи одред је наступио на Дори, са песмом „Пишем ти писмо“.

### 1996/99
1996. године, Летећи одред издају трећи албум под називом „Од Превлаке до Дунава“. Песме попут "Од Превлаке до Дунава", "Као ја не кужим", "Тета", "Вечерас је душо рођендан твој", "Узалуд је мјесечина" и "А без вина" постали су велики хитови. Албум је продат у више од 20.000 примерака, а бенд је потом започео велику промотивну турнеју по Хрватској, Словенији, Немачкој, Швајцарској и Аустрији, у оквиру које је одржао више од стотину концерата у трајању од годину дана. Велики концерт у Дому спортова у Загребу означио је крај турнеје, одакле је и видео-касета "Загреб за Валентиново".
Године 1997. издају четврти албум под насловом „Куда иде овај влак“, где се поред осталих песама налазе „Сањао сам моју Ружицу“, која је и пре изласка албума постала велика. хит и био је на првом месту на топ листама земље више од три месеца. "Хајде цигане" и "Лијепа је наша пуна одликаша" су такође неке од најпознатијих песама са четвртог албума, које су јавност и медији посебно добро прихватили. Те године Летеци Одред поново одлази на турнеју, која је укључивала стотине концерата по Хрватској, Босни и Словенији, и поново распродати концерт у Дому спортова за Дан заљубљених 1998. године. Албум "Куда иде овај влак" продат је до краја 1998. у више од 30.000 примерака и постао је најпродаванији албум Летеци одреда до сада.
Године 1998. због низа промотивних и других обавеза око музичке каријере Денис Думанчић се преселио са породицом у Загреб и започео сарадњу са другим уметницима и извођачима на хрватској музичкој сцени.
Почетком 1999. излази пети албум под називом „Вријеме“. Албум "Вријеме" достигао је тираж од преко 17.000 примерака. Истакнуте песме са албума биле су "Признајем", "Због тебе оженити се нећу", "Нека весело је". Албум одмах по изласку од стране критике бива оцењен као дефинитивно најзрелији и најбољи албум Летећих одреда.

### Почетак 2000-их
Године 2000. Летећи Одред најављује нови албум са песмом "Зао ми је" која је изведена на Хрватском радијском фестивалу и постаје велики хит и најава шестог албума под називом "Дај ми себе". ја сам). Песма "Дај ми себе" остала је упамћена по изванредном емитовању, а постала је трећа најизвођенија песма у 2001. на основу извештаја хрватских радио и ТВ станица. Поред насловне песме "Дај ми себе" између осталих су "Зао ми је", "Вриштао бих цијеле ноћи", "Хеј луткице, „Теби могу рећи све“ и друге које лако проналазе пут до срца слушалаца.
Тако је за једну од највећих хуманитарних акција „Дајмо да чују” Денис Думанчић компоновао песму „Од срца мог”, где је учествовало је двадесет најпознатијих домаћих уметника као што су Оливер Драгојевић, Дорис Драговић, Зденка Ковачичек, Џибони, Северина, Колонија, Петар Грашо, Весна Писаровић, Магазин, Горан Каран, Ивана Банфић, Нина Бадрић, Данијела Мартиновић, Младен Бодалец и Аки Рахимовски.
Током 2002. године излази албум под називом "Уживо" који представља комплетан пресек каријере Летећи одред и доноси највеће хитове снимљене уживо у загребачком Дому спортова и бонус нумеру - дует са Алком Вуицом под називом "Хајде не лажи мени“. Био је то шлаг на торту поводом обележавања десетогодишњице Летећих одреда, бенда који је жива музика и наступи у салама обележили каријеру.
2004. године, после скоро четири године од последњег студијског албума, Летећи Одред се враћа са седмим албумом под називом „Разгледнице“. Разгледнице су албум који је екипу вратио на стари, препознатљиви звук и песме попут оних које су обележиле неколико генерација младости. На Разгледницама је песма Кажу, први хит сингл који је недељама заузимао врхове радијских топ-листа, и песма "Шути" која је увела Летећи одред на Хрватском радијском фестивалу. Веома запажене песме са овог албума биле су песма „Шта је ту је“ и песма „Једну младост имам“ која је у то време била препозната као „химна“ матураната.

### Повратак на сцену
Након више од три и по године паузе, Денис Думанчић пружа импресивну потпуно нову прилику да Летећи одред издаје албум "Јутро послије бријања" који је изашао у јавност почетком јула 2007. године. На новом албуму најављени су синглови: "Љубав није математика" и "Без обавеза".
Своју 18. годину на хрватској музичкој сцени, група је прославила издавањем 11. албума "Најбоље од одреда" који је изашао са малим закашњењем у мају 2011. године. На дуплом албуму налази се 35 најпознатијих песама Летећег одреда одабраних са 10 студијских албума које је група до сада објавила, а као бонус су две нове песме; песма "Студени" са Кристијаном Кикијем Рахимовским и песма "Док се кунеш".
Великим концертом у Творници културе у Загребу обележена је двадесета годишњица Летећег одреда.

### Садашњост
Летећи одред је на јесен 2013. године издао албум "Агент за љубав". На албуму су већ најављени синглови „Студени“, „Можеш ти све што хоћеш“,  „Сваки дан је с тобом посебан“, „Љубави“  и бонус песма „Чини ми се брате“ коју певају три генерације музичара. Три различита тумачења, кумови, Денис из Летећег одреда и Бебек ову песму чине посебно занимљивом и радиофоничном за ширу популацију.